# 芹澤みづき
芹澤 みづき（せりざわ みづき、1984年7月22日 - ）は、栃木県出身の作曲家・タレント・女優。
サンミュージックブレーン所属。以前はヒラタオフィスに所属していた。

## 人物
- 明治大学文学部卒業[1]。日本文学専攻。
- 趣味は旅行、美術館巡り。学芸員の資格を持っている。国立科学博物館にて研修。
- 好きなスポーツは、乗馬とゴルフ。
- 特技は楽器の演奏で、特にピアノ・フルートに秀でている。
- その音楽への思いが高じて、2017年に自身の音楽制作会社「株式会社コトブキミュージックラボ」を設立。タレント活動と並行して、作詞・作曲・音楽プロデュースも行っている。
- 就活時にアナウンサー試験を受けて、日本テレビで最終面接まで進むが落選。（その期の採用は夏目三久）
- 2007年に株式会社主婦の友社に入社。『mina』編集部に配属。
- ひとり飯、ひとりBAR、ひとりカラオケ、ひとり旅等だいたいのことは一人でも楽しめるが、ひとりハワイだけは寂しかったと語る。

## 出演

### CM
- デルコンピューター（2003年）
- サントリーウーロン茶（2004年）
- レイク（2007年）
- バイク王（2007年）
- ヱスビー食品とろけるカレー（2007年）
- 任天堂wii music（2008年）
- アメリカンホームダイレクト「ガールズトーク篇」（2011年）
- 健康保険組合連合会 あしたの健保プロジェクト 喪黒福造「手取り」篇（2014年）[2]
- 花王　ビオレu「がんばれ！ひとり洗い！！臨時ニュース」（2015年）
- 花王　ビオレu「がんばれ！ひとり洗い！！５歳児の50%以上が！？」（2015年）
- 田中貴金属「みんなでコツコツ篇」（2016年）
- KMLオランダ航空「心と心がつながる」（2018年）
- オリックス生命（2019年〜）
- ヤクルト　届けてネット（2019年）

### 映画
- 富江〜revenge〜（2005年）- 中村亮子役
- 水に棲む花（2006年）
- 花のあすか組neo！（2009年）- 白鳥美鈴役

### テレビ番組
- さんまのSUPERからくりTV（TBS、2003年12月 - 2005年6月）- アシスタント
- 情報新惑星（BS日テレ、2004年7月 - 2005年3月）- レギュラーレポーター
- SNOW LIFE（J SPORTS、2004年11月 - 2005年4月）- MC
- ゴルファーズ倶楽部（ゴルフネットワーク、2011年4月 - ）- MC
- LPGA NETWORK （ゴルフネットワーク、2013年10月 - ）- MC
- 関東甲信越ふるさとタイム（J:COM、2015年10月-）- レギュラー
- TBS通販番組「キニナルマーケット」プレゼンター（2020年〜）（メインMC 森三中村上）
- TBS通販番組「キニナルチョイス」プレゼンター（2022年〜）（メインMC 松嶋尚美）
- 日本テレビ「news every.」特集コーナーレポーター（2022年〜）
- J:COM「お買い物ジャーニー」MC（2023年）（メインMC 小堺一機）
- 私が恋愛できない理由 第1話（フジテレビ、2011年10月17日）
- 水曜ミステリー9 湯けむりドクター華岡万里子の温泉事件簿 第6作（テレビ東京、2012年7月4日）- 山藤ミキ 役
- 土曜ワイド劇場（テレビ朝日）
  - 西村京太郎トラベルミステリー
    - 第58作「山形新幹線・つばさ129号の女!」（2012年11月3日）- 新人歌手の蘭カオル・柴田秀夫の娘・本名「柴田薫」 役
    - 第64作「仙台・青葉の殺意」（2015年8月15日）- ホステス・佐々木由紀奈（故人）役
- テレビ東京「牙狼-魔界列伝-」2話【天満月】（2016年4月）- ズーナ役
- フジテレビ「OUR HOUSE」3話（2016年5月）
- TBS「中居正広の金スマスペシャル」ドラマ波乱万丈〜石井ふく子（2016年7月）- 石井ふく子役
- 刑事7人 第2シリーズ 第3話（テレビ朝日、2016年7月27日）
- テレビ東京「再雇用警察官５」（2023年3月）

### ラジオ番組
- 髭男爵の本日NO天気（綜合放送制作　SBSラジオ他、芹澤と山田ルイ53世（髭男爵）がパーソナリティ、2012年10月〜2013年3月）
- 音ラボ！（FM FUJI 芹澤と音楽プロデューサーの石川鉄男がパーソナリティー、2022年1月〜2022年12月）

### 舞台
- 乃木坂倶楽部「ザ・ドライバー」（2011年12月14日 - 12月18日、乃木坂コレドシアター）
- 梶研吾×企画演劇集団ボクラ団義「紅蓮、還る」（2013年10月）
- REVELATION GARDEN - スパルタクスの反乱 -（2014年2月22日 - 3月2日、サンシャイン劇場）西田大輔　脚本演出